# Preston
Preston – miasto o statusie city w Wielkiej Brytanii (Anglia), w dystrykcie Preston, ośrodek administracyjny (stolica) hrabstwa Lancashire, port nad estuarium rzeki Ribble (Morze Irlandzkie). W 2021 roku liczyło 94 490 mieszkańców. Jest siedzibą Uniwersytetu Centralnego Lancashire i dwóch kolegiów. Na północny wschód od miasta znajduje się Forest of Bowland.

## Historia
W 705 w okolicach rzeki Ribble na terenie Preston prawdopodobnie został wybudowany kościół z otaczającą go parafią. Następnie ziemie, na których leży Preston, zostały przekazane przez Edwarda Starszego na rzecz katedry w Yorku. Miasto pierwotnie zwało się Priest Town dopiero później zyskało swą obecną nazwę. Strategiczne położenie Preston, niemal w połowie drogi między Glasgow a Londynem zadecydowało o roli tego miasta. Preston jest wspomniana w Domesday Book (1086) jako Prestune. To w okolicach Preston miała miejsce wielka bitwa wojny domowej w 1643 podczas rewolty Cromwella. Jednakże prawdziwy rozwój miasta przypada na okres rewolucji przemysłowej w XIX wieku. Rewolucja ta zdecydowała również o robotniczym wyglądzie i składzie ludności miasta. Preston było m.in. jednym z pierwszych miast, które oświetlano gazem. W sobotę, 13 sierpnia 1842 miał tu miejsce krwawo stłumiony, w okolicach Lune Street, strajk robotników przemysłu bawełnianego. W XIX wieku zbudowano również okazałą bibliotekę w środku miasta oraz ratusz miejski (spalił się w 1947). W Preston znajduje się drugi pod względem wielkości w Europie dworzec autobusowy.
W 2002 miasto otrzymało status city.

## Gospodarka
W mieście rozwinął się przemysł środków transportu, elektrotechniczny, włókienniczy, maszynowy, chemiczny, papierniczy oraz optyczny.

## Ludność
Miasto zamieszkuje głównie ludność pochodzenia angielskiego, ale dużą część społeczeństwa stanowią mieszkańcy narodowości irlandzkiej i szkockiej, która przybyła tu podczas rewolucji przemysłowej. Bardzo liczna jest również grupa ludności pochodzenia pakistańskiego i hinduskiego. Wysoki odsetek mieszkańców jest wyznania rzymskokatolickiego.

## Sport
W Preston znajduje się Narodowe Muzeum Futbolu, oraz zespół piłkarski angielskiej drugiej ligi Preston North End, gdzie grał David Beckham i Robert Bobby Charlton.

## Miasta partnerskie
- Almelo (Holandia)
- Nîmes (Francja)
- Recklinghausen (Niemcy)
- Kalisz (Polska)
- Kapsztad (RPA)